# Walter Huston
Walter Huston (Toronto, Ontario; 5 de abril de 1883 - Hollywood, Los Ángeles; 7 de abril de 1950) fue un actor canadiense de cine y teatro.

## Biografía
Nacido con el nombre de Walter Houghston en Toronto, Ontario, de padre irlandés y madre escocesa, comenzó su carrera en Broadway en 1924. Su fama en el mundo del cine coincidió con el inicio de las películas habladas. Su primer papel importante fue en la película de 1929 El virginiano, junto a Gary Cooper. Fue candidato al Óscar al mejor actor en 1936 por Desengaño, que ya había interpretado en Broadway.
Huston interpretó muchos papeles en las décadas de los 30 y los 40, tanto sobre el escenario como en la pantalla. Ganó el Óscar al mejor actor de reparto en 1948 por su papel en El tesoro de Sierra Madre, película que fue dirigida por su hijo, John Huston. Su última película fue Las furias, en 1950, que protagonizó junto a Barbara Stanwyck.
Murió en Hollywood dos días después de cumplir los 67 años.
Además de ser el padre del actor y director John Huston, Walter Huston es el abuelo de la actriz Anjelica Huston y del actor Danny Huston.

## Teatro
- Apple of His Eye  (1946)
- Diez negritos (1945)
- Love's Old Sweet Song (1940)
- A Passenger to Bali  (1940)
- Knickerbocker Holiday (1939)
- Othello (1937)
- Dodsworth (1934)
- The Commodore Marries (1929)
- Elmer the Great (1928)
- The Barker (1927)
- Kongo (1926)
- The Fountain (1925)
- Deseo bajo los olmos (Desire Under the Elms, 1924)
- Mr. Pitt (1924)

## Filmografía
| Año  | Títulos en español (cuando existen)                                | Título en versión original           | Personaje                            | Observaciones |
| ---- | ------------------------------------------------------------------ | ------------------------------------ | ------------------------------------ | --- |
| 1929 | Gentlemen of the Press                                             | Gentlemen of the Press               | Wickland Snell                       | Primera película |
| 1929 | The Lady Lies                                                      | The Lady Lies                        | Robert Rossiter                      | |
| 1929 | El virginiano                                                      | The Virginian                        | Trampas                              | |
| 1930 | Behind the Make-Up                                                 | Behind the Make-Up                   | Joe en la oficina de «Clark & White» | Sin acreditar |
| 1930 | Abraham Lincoln                                                    | Abraham Lincoln                      | Abraham Lincoln                      | Primer papel como protagonista principal |
| 1930 | The Bad Man                                                        | The Bad Man                          | Pancho López                         | |
| 1930 | El pecado virtuoso                                                 | The Virtuous Sin                     | General Gregori Platoff              | |
| 1931 | El código penal El código criminal                                 | The Criminal Code                    | Mark Brady                           | |
| 1931 | El testigo                                                         | The Star Witness                     | Fiscal del distrito Whitlock         | |
| 1931 | The Ruling Voice                                                   | The Ruling Voice                     | Jack Bannister                       | |
| 1931 | La casa de la discordia                                            | A House Divided                      | Seth Law                             | |
| 1932 | The Woman from Monte Carlo                                         | The Woman from Monte Carlo           | Capitán Carlaix                      | |
| 1932 | El monstruo de la ciudad                                           | The Beast of the City                | Jim Fitzpatrick                      | |
| 1932 | Un hombre de paz                                                   | Law and Order                        | Frame «Saint» Johnson                | |
| 1932 | Alcohol prohibido                                                  | The Wet Parade                       | Pow Tarleton                         | |
| 1932 | Justicia                                                           | Night Court                          | Juez Andrew J. Moffett               | |
| 1932 | La locura del dólar                                                | American Madness                     | Thomas A. Dickson                    | |
| 1932 | Congo                                                              | Kongo                                | Flint Rutledge                       | |
| 1932 | Bajo la lluvia / Lluvia                                            | Rain                                 | Alfred Davidson                      | |
| 1933 | El despertar de una nación                                         | Gabriel Over the White House         | Presidente Judson Hammond            | |
| 1933 | Honduras de infierno                                               | Hell Below                           | Teniente de navío T.J. Toler         | |
| 1933 | Tempestad al amanecer                                              | Storm at Daybreak                    | Mayor Dushan Radovic                 | |
| 1933 | Ana Vickers                                                        | Ann Vickers                          | Juez Bernard «Barney» Dolphin        | |
| 1933 | El boxeador y la dama                                              | The Prizefighter and the Lady        | Profesor Edwin J. Bennett            | |
| 1934 | Keep 'Em Rolling                                                   | Keep 'Em Rolling                     | Sargento Benjamín E. «Benny» Walsh   | |
| 1935 | El túnel transatlántico                                            | The Tunnel aka Trans-Atlantic Tunnel | Presidente de los Estados Unidos     | |
| 1936 | Rhodes el conquistador                                             | Rhodes of Africa                     | Cecil John Rhodes                    | |
| 1936 | Desengaño / Fuego otoñal                                           | Dodsworth                            | Sam Dodsworth                        | Premio del Círculo de Críticos de Cine de Nueva York al mejor actor Nominado para el Óscar al mejor actor |
| 1938 | Ingratitud                                                         | Of Human Hearts                      | Ethan Wilkins                        | |
| 1939 | En tinieblas Luz que se apaga                                      | The Light That Failed                | Torpenhow                            | |
| 1941 | El halcón maltés                                                   | The Maltese Falcon                   | Capitán Jacoby                       | Sin acreditar, en la primera película dirigida por su hijo John Huston. |
| 1941 | El hombre que vendió su alma Un pacto con el diablo                | The Devil and Daniel Webster         | Sr. Scratch                          | Título alternativo All That Money Can Buy Nominado para el Óscar al mejor actor |
| 1941 | Aguas pantanosas El pantano de la muerte                           | Swamp Water                          | Thursday Ragan                       | |
| 1941 | El embrujo de Shanghái La pecadora de Shanghai Mujeres de Shanghai | The Shanghai Gesture                 | Sir Guy Charteris                    | |
| 1942 | Siempre en mi corazón                                              | Always In My Heart                   | MacKenzie «Mac» Scott                | |
| 1942 | Como ella sola                                                     | In This Our Life                     | Camarero                             | Sin acreditar |
| 1942 | Yanqui Dandy                                                       | Yankee Doodle Dandy                  | Jerry Cohan                          | Nominado al Óscar al mejor actor de reparto |
| 1943 | 7 de diciembre                                                     | December 7th                         | Tío Sam                              | Docudrama sobre el bombardeo de Pearl Harbor el 7 de diciembre de 1941 |
| 1943 | El forajido / El proscrito                                         | The Outlaw                           | Doc Holliday                         | |
| 1943 | Al filo de la oscuridad                                            | Edge of Darkness                     | Dr. Martin Stensgard                 | |
| 1943 | Mission to Moscow                                                  | Mission to Moscow                    | Embajador Joseph E. Davies           | |
| 1943 | La estrella del norte                                              | The North Star                       | Dr. Kurin                            | |
| 1944 | Estirpe de dragón La estripe del dragón                            | Dragon Seed                          | Ling Tan                             | |
| 1945 | Diez negritos El vengador invisible                                | And Then There Were None             | Dr. Edward G. Armstrong              | |
| 1946 | El castillo de Dragonwyck                                          | Dragonwyck                           | Ephraim Wells                        | |
| 1946 | Duelo al sol                                                       | Duel in the Sun                      | The Sinkiller                        | |
| 1948 | El tesoro de Sierra Madre                                          | The Treasure of the Sierra Madre     | Howard                               | Ganador del Óscar al mejor actor de reparto Ganador del Globo de Oro al mejor actor de reparto Ganador del premio de National Board of Review al mejor actor Finalista del Premio del Círculo de Críticos de Cine de Nueva York al mejor actor (2³ lugar) |
| 1948 | Otoño en primavera                                                 | Summer Holiday                       | Sr. Nat Miller                       | |
| 1949 | El gran pecador                                                    | The Great Sinner                     | General Ostrovsky                    | |
| 1950 | Las furias                                                         | The Furies                           | T.C. Jeffords                        | |

## Premios y distinciones
Premios Óscar
| Año  | Categoría              | Trabajo nominado             | Resultado |
| ---- | ---------------------- | ---------------------------- | --------- |
| 1937 | Mejor actor            | Desengaño                    | Nominado  |
| 1942 | Mejor actor            | El hombre que vendió su alma | Nominado  |
| 1943 | Mejor actor de reparto | Yankee Dandy                 | Nominado  |
| 1949 | Mejor actor de reparto | El tesoro de Sierra Madre    | Ganador   |

Premios Globo de Oro
| Año  | Categoría              | Trabajo nominado          | Resultado |
| ---- | ---------------------- | ------------------------- | --------- |
| 1949 | Mejor actor de reparto | El tesoro de Sierra Madre | Ganador   |